# Neil Oliver
Neil Oliver (Renfrewshire, 21 de fevereiro de 1967) é um apresentador de televisão e autor escocês. Ele é mais conhecido como apresentador da série de documentários A History of Scotland e Coast, da BBC.

## Início de vida e educação
Oliver nasceu em Renfrewshire e cresceu em Ayr e Dumfries onde foi escolarizado na Dumfries Academy. Ele, então, frequentou a Universidade de Glasgow para estudar arqueologia.

## Vida pessoal
Ele vive em Stirling com sua esposa Trudi e seus três filhos. Em 2010, ele ajudou no lançamento da referência virtual Ask Scotland por falar em apoio ao novo serviço de biblioteca escocesa. Ele é o patrono da Associação do Farol Keepers.